# Đức Ninh Công chúa
Đức Ninh công chúa (? - 1375) là một công chúa Mông Cổ và sau đó trở thành vương hậu của nhà Cao Ly. Bà đã theo phong tục nhà Nguyên kết hôn với vương tử Cao Ly. Sau khi chồng bà thoái vị vào năm 1344, bà đã nhiếp chính cho con trai từ năm 1344 đến 1348. Bà xuất thân từ gia tộc Bột Nhi Chỉ Cân và là vương hậu của Trung Huệ Vương.

## Tiểu sử
Đức Ninh Công chúa được sinh ra vào triều đại nhà Nguyên, khuê danh là Borjigin Irenchenppan. Không ai rõ năm sinh của bà. Năm 1330, bà thành thân với Trung Huệ Vương. Năm 1337, bà hạ sinh một vương tử, tức Trung Mục Vương sau này. Trong những năm tại vị, bà đã lãnh đạo quân đội quốc gia và các vấn đề quốc gia thay mặt cho Trung Huệ Vương, khi đó chỉ mới tám tuổi. Đức Ninh Công chúa cũng can dự vào chính trị ngay cả khi con trai bà đã kế vị. Thậm chí, ngay cả sau khi Cung Mẫn Vương lên nắm đại quyền, bà vẫn rất được xem trọng ở triều đình nhà Cao Ly. Bà mất năm 1375.

## Gia quyến
- Phối ngẫu: Trung Huệ Vương (22 tháng 2 năm 1315 - 30 tháng 1 năm 1344) (충혜왕) 
  - Vương tử: Trung Mục Vương (15 tháng 5 năm 1337 - 25 tháng 12 năm 1348) (충목왕)
  - Vương nữ: Trương Ninh Công chúa (장녕 공주)